# Paweł II (patriarcha Konstantynopola)
Paweł II (ur. ?, zm. 653) – patriarcha Konstantynopola w latach 642–653.

## Życiorys
W początkowym okresie swoich rządów stał na czele rady regentów, rządzących w imieniu małoletniego cesarza Konstansa II. Jest także uważany za autora cesarskiego edyktu Typos. Dekret miał na celu zakończenie sporu pomiędzy zwolennikami heretyckiego monofizytyzmu i diofizytyzmu, wprowadzono wówczas doktrynę monoteletyzmu.